# I Sam-pyeong
I Sam-pyeong (李 参平, auch Yi Sam-pyeong, jap. Ri Sampei; † 1655), auch bekannt unter seinen japanischen Namen Kanagae Sampē (金ヶ江 三兵衛 oder 金江 三兵衛), wird als der Vater des Imari-Porzellan (Arita-Porzellan) in Japan angesehen.

## Leben und Wirken

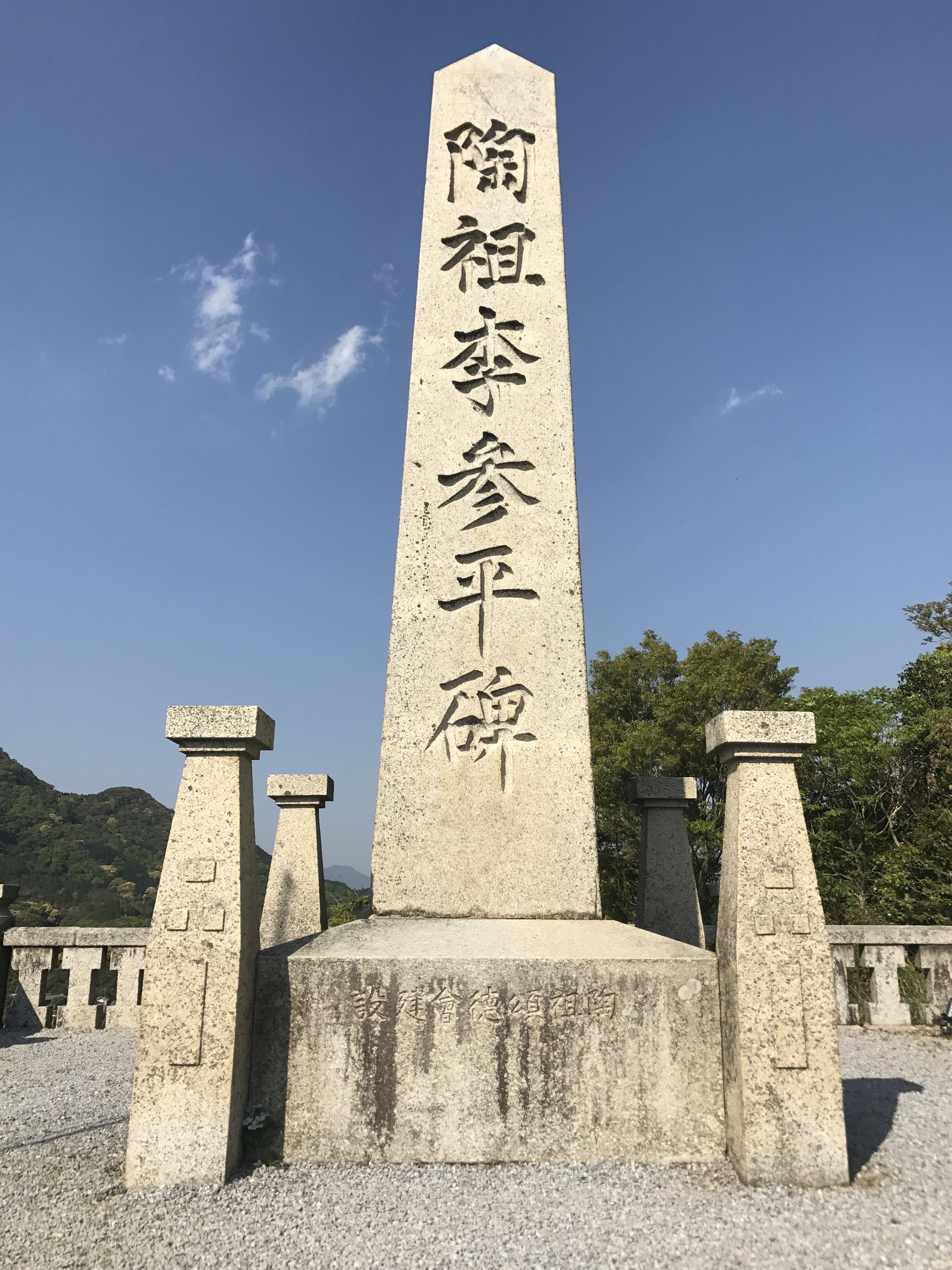
Gedenkstele für I

I Sam-pyeong wurde im heutigen Banpo-myeon, Gongju, Korea (dem damaligen Königreich Joseon bzw. der Yi-Dynastie) geboren und von japanischen Invasoren während Hideyoshis Einfall in Korea mit zahlreichen anderen Kunsthandwerkern entführt. Im Jahre 1616 entdeckte er ein Kaolin-Vorkommen auf dem Berg Izumi-yama in Arita und legte den Grundstein für die Porzellanindustrie in Japan.
Vor seiner Entdeckung des Kaolins errichtete I eine Reihe von Brennöfen auf Kyūshū, wo er Haushaltsware im Stile der Karatsu-Keramik herstellte. Bis zu seiner Entdeckung der richtigen Tonerde konnte er keine Porzellan-Objekte herstellen, die zu der Zeit in Korea bereits produziert wurden. Er baute, zusammen mit 18 Koreanern, einen Brennofen bei Tengudani (天狗谷), wo er in Fortsetzung des Porzellans der koreanischen  Joseon-Dynastie in Weiß und mit blauer Dekoration unter der Glasur in Gang setzen konnte.
Spätere Stücke zeigen den Einfluss des Porzellans der chinesischen Ming- und Ching-Dynastie. Jedenfalls führte die Entdeckung der Tonerde durch I zu einer Revolution der Keramik-Herstellung in Japan, die in Arita zum Exportschlager wurde.
Japan hat I nicht vergessen: er wird im Sueyama-Jinja (einem Shintō-Schrein) als Vater des Arita-Porzellan verehrt. Weiter erinnert eine große Stele erinnert an ihn.